# ابن بابشاذ
ابوالحسن طاهر بن احمد شهرت‌یافته به ابن بابشاذ (درآمیختهٔ: بن باب بن شاذ) (؟ -۱۰۷۷) شاعر و نویسندهٔ مصری در سدهٔ پنجم هجری بود. او در دیوان انشای قاهره به‌عنوان یک مُتأمِّل (پیگیر، ویراستار) کار می‌کرد (کسی که در سجلات و رسائل می‌کاود تا خطای آن در اصلاح کند). از این راه حقوق بسیاری می‌گرفت. همچنین در مسجد جامع عمرو بن عاص، نحوخوان بود.